# Automotrice FFS RBDe 4/4

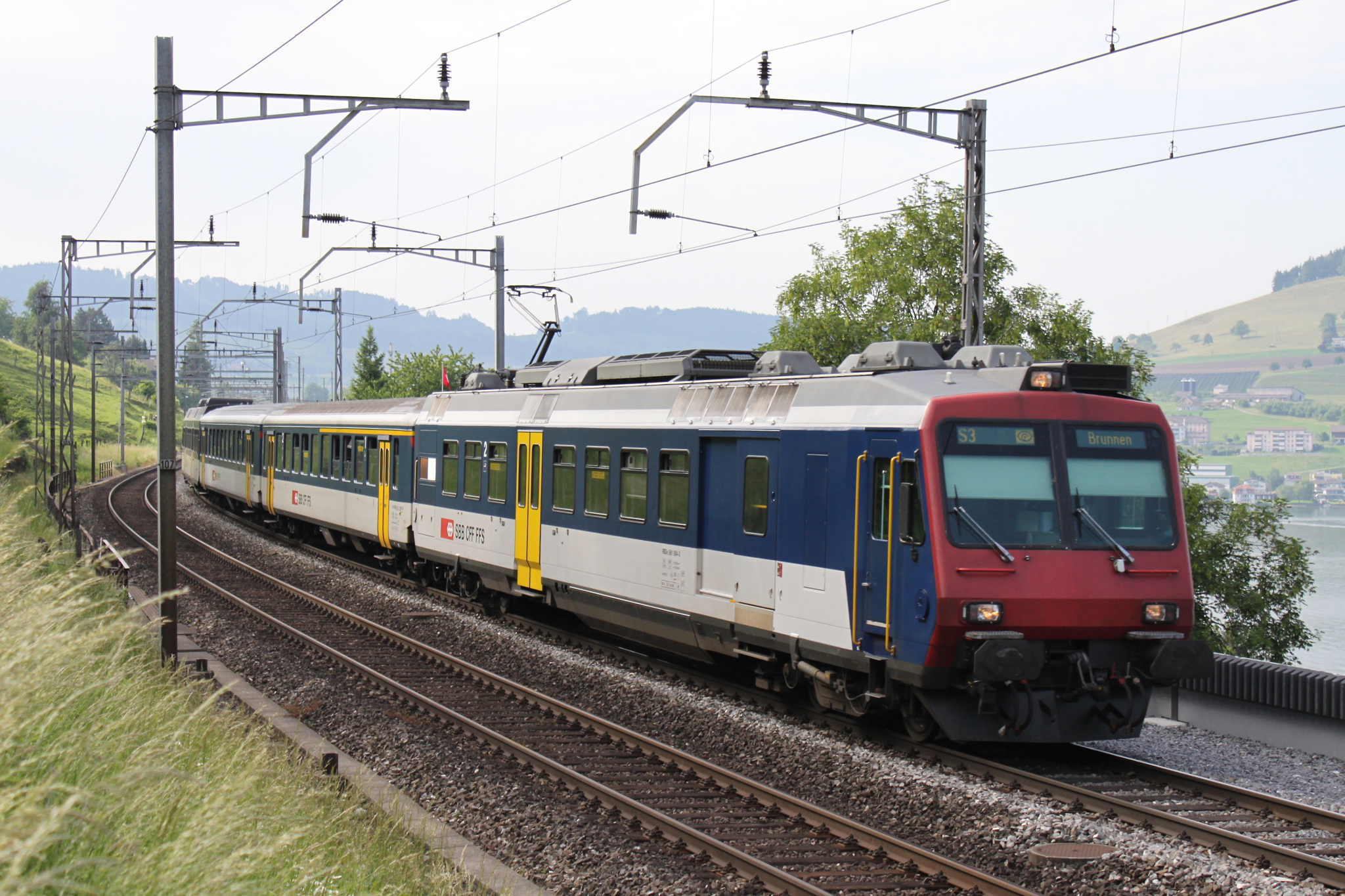
RBDe 561 nei pressi di Immensee

Le automotrici RBDe 4/4 delle Ferrovie Federali Svizzere (poi riclassificate secondo le norme UIC nel gruppo RBDe 560) sono un gruppo di automotrici elettriche progettate per i servizi vicinali.
Soprannominate Colibrì per la loro variopinta livrea, vennero inizialmente utilizzate al traino delle composizioni NPZ. Attualmente sono sottoposte a un intervento di riqualificazione, e vengono progressivamente destinate alle nuove composizioni NPZ Domino.

## Storia
Le automotrici RBDe 4/4 vennero progettate all'inizio degli anni ottanta del XX secolo per integrare e sostituire le più vecchie BDe 4/4 e RBe 4/4. I primi 4 prototipi vennero consegnati nel 1984 e numerati da 2100 a 2103; ad essi seguirono dal 1987 al 1990 80 unità di serie.
Contemporaneamente alle motrici, vennero realizzate anche altrettante rimorchiate pilota; come rimorchiate intermedie si adattarono invece delle carrozze già esistenti dei tipi CU I ed CU II. Ne risultarono treni a 4 elementi (M + R + R + Rp), battezzati "Neuer Pendelzug" (letteralmente, Nuovo treno navetta).
Negli anni novanta, le RBDe 4/4 vennero riclassificate secondo lo schema UIC, ottenendo il numero di gruppo RBDe 560, con numeri da 000 a 083; poco dopo (dal 1994 al 1996) seguì una nuova serie di 42 unità, numerate da 100 a 141.

### Sottogruppi RBDe 561 e RBDe 562
Nel 1997 6 unità dell'ultima fornitura (136 ÷ 141) vennero trasformate in unità politensione per il servizio internazionale con la Francia fra Basilea e Mulhouse. Tali unità vennero riclassificate come RBDe 562 000 ÷ 005.
Al 2019 tali unità sono utilizzate, oltre che per servizi sporadici sulla linea Ginevra-La Plaine, per i servizi RegioExpress Neuchâtel-Frasne.
Nel 2003 ulteriori 6 unità (105, 127, 128, 133, 134 e 135) vennero trasformate per il servizio internazionale con la Germania sulla Wiesentalbahn, ottenendo la nuova classificazione di RBDe 561 000 ÷ 005.

### La riqualificazione

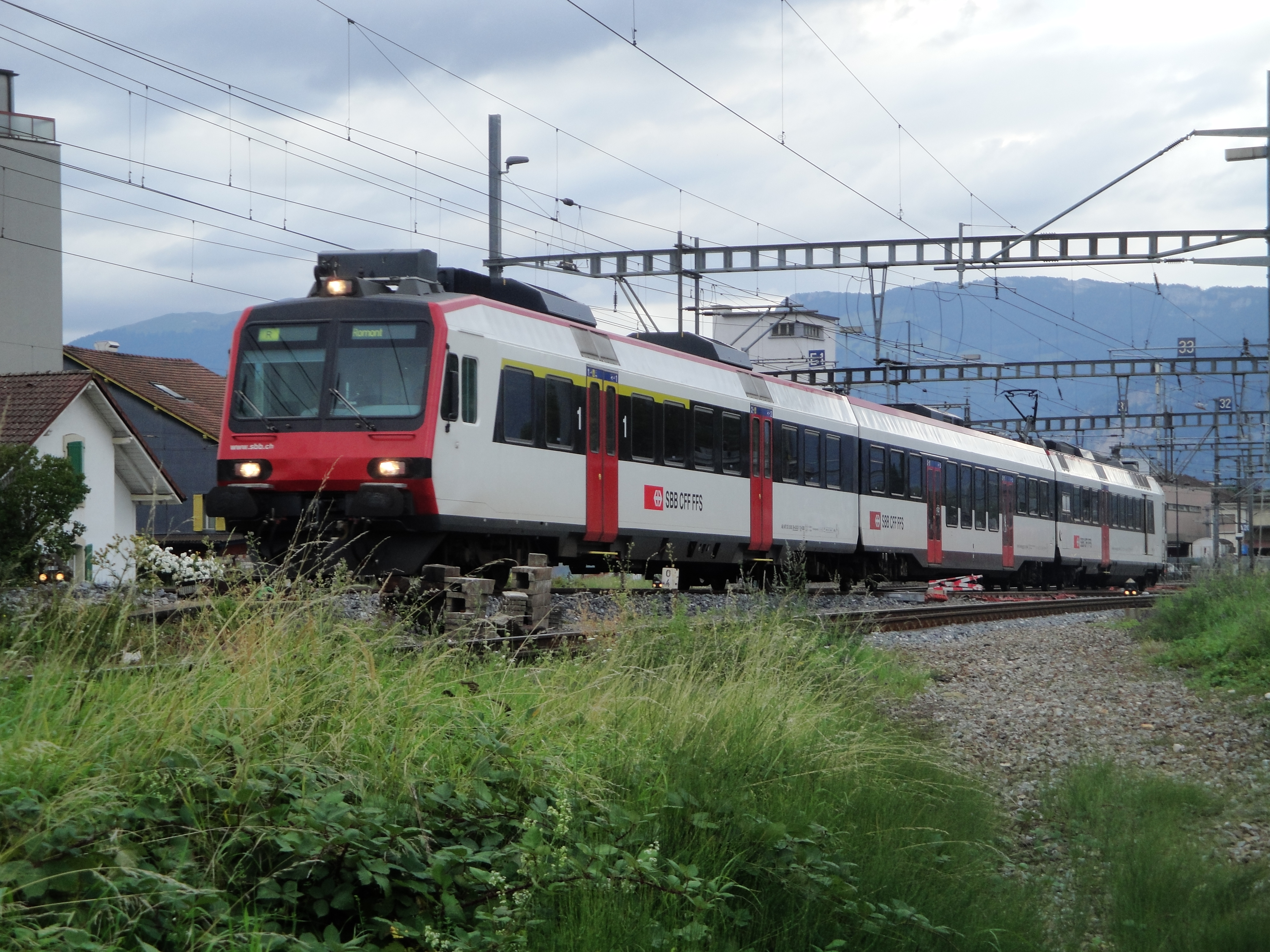
Composizione "NPZ Domino"

Attualmente (dal 2008) le automotrici sono sottoposte a un intervento di riqualificazione e modernizzazione; contemporaneamente, le carrozze tipo EW I ed EW II utilizzate nelle composizioni NPZ vengono accantonate e sostituite da carrozze di nuova concezione, caratterizzate dal pianale ribassato.
Tali composizioni sono dette "NPZ Domino" e vengono utilizzate per i servizi RegioExpress nelle zone dell'Altipiano svizzero. Le composizioni non riqualificate vengono invece utilizzate come rinforzo durante le ore di punta sulle reti celeri di Basilea, di Lucerna, del Ticino e di Zurigo.
Le composizioni "NPZ Domino" rivestono la nuova livrea FFS, bianca con la fascia dei finestrini in antracite, e le porte in rosso.

## Automotrici per società ferroviarie private
Oltre alle unità FFS, anche alcune società private ordinarono automotrici dello stesso tipo:
- la società PBr, esercente la linea Pont-Brassus, ottenne nel 1989 due unità, inizialmente classificate RBDe 4/4 2184 e 2185, e nel 1996 riclassificate RBDe 568 384 e 385; nel 2001 passarono alla società TRAVYS, che assorbì la PBr;
- la Mittelthurgaubahn ottenne nel 1994 quattro unità, abilitate al traffico internazionale per la Germania, che furono classificate RBDe 566 631 ÷ 634; i mezzi passarono nel 2002 alla Thurbo, e nel 2006 alle FFS, che le inserirono nel gruppo RBDe 561 con numeri da 171 a 174;
- la Schweizerische Südostbahn ottenne nel 1995 quattro unità, inizialmente classificate RBDe 566 400 ÷ 403, e successivamente 077 ÷ 080.